# Vasile Pârvan
Vasile Pârvan ( Huruiești, 28 de septiembre de 1882 – Bucarest, 26 de junio de 1927 ) fue un historiador y arqueólogo rumano.

## Biografía
En Bucarest, donde estudió historia, tuvo entre sus profesores a Nicolae Iorga. Continuó sus estudios en Alemania donde, en 1909 se doctoró con una tesis titulada Die Nationalität der Kaufleute in römischen Kaiserreich ( La nacionalidad de los comerciantes en el Imperio Romano ). Ese mismo año se convirtió en profesor de la Universidad de Bucarest y fue admitido como miembro de la Academia Rumana. En 1920 fundó la Escuela Rumana de Roma de la que fue director desde el principio.  Fue miembro extranjero de la Academia Nacional de los Linces desde 1927.

## Trayectoria
Sus principales intereses estaban en el campo de la arqueología prehistórica y la antigüedad clásica, con especial atención a las relaciones entre poblaciones indígenas y colonizadores. Organizó varias campañas arqueológicas : entre ellas, las más importantes fueron las que afectaron al sitio de Histria y Callatis, de 1914 a 1927.
Entre las instituciones que llevan su nombre se encuentran: el Instituto de Arqueología Vasile Pârvan, dependiente de la Academia Rumana de Bucarest (institución fundada originalmente el 3 de noviembre de 1834 ), y el Museo Vasile Pârvan de Bârlad (fundado el 10 de abril de 1914 ).

## Obras
- Contribuţii epigrafica la istoria creştinismului dacoroman ( Contribuciones epigráficas a la historia del cristianismo daco-romano ), 1911
- Începuturile vieţii romane la gurile Dunării ( Los inicios de la vida romana en la desembocadura del Danubio ), 1923
- Gética. Una protohistoria de Dacia , 1926
- Dacia. Civilizaciones antiguas de las zonas de los Cárpatos y el Danubio Cambridge University Press, obra póstuma, 1928